# Alexei Stakhanov
Andrei Grigoryevich Stakhanov (Livny, Oriol, 3 de janeiro de 1906 — Torez, RSS Ucrânia, 5 de novembro de 1977) foi um mineiro soviético e membro do PCUS desde 1936. Tornou-se uma celebridade do regime em 1935 quando criou o movimento conhecido como Stakhanovismo - uma campanha com o intuito de aumentar a produtividade dos trabalhadores e demonstrar a superioridade do sistema econômico socialista. Foi nomeado Herói do Trabalho Socialista em 1970.

## Biografia
Stakhanov nasceu em Lugovaya, uma vila perto de Livny, província de Oryol, em 1906. Ele começou a trabalhar em uma mina chamada "Tsentralnaya-Irmino" em Kadievka (Donbass). Em 1933, Stakhanov tornou-se um operador de britadeira. Em 1935, ele fez um curso local de mineração. Em 31 de agosto de 1935, foi relatado que ele havia extraído um recorde de 102 toneladas de carvão em 5 horas e 45 minutos (14 vezes sua cota).
Em 19 de setembro, foi relatado que Stakhanov estabeleceu um novo recorde ao extrair 227 toneladas de carvão em um único turno. Seu exemplo foi publicado em jornais e pôsteres como modelo para outros seguirem, e ele apareceu na capa da revista Time, nos Estados Unidos.
Entre 1936 e 1941, Stakhanov era aluno da Academia Industrial de Moscou. Em 1941-1942, ele foi nomeado diretor meu número 31 em Karaganda. Entre 1943 e 1957, Stakhanov trabalhou no Ministério da Indústria do Carvão da URSS. Em 1957-1959, ele foi vice-diretor do trust Chistyakovantratsit e, depois disso, engenheiro-chefe assistente no escritório de gerenciamento de minas n ° 2/43 do trust Torezantratsit até sua aposentadoria em 1974.
Stakhanov foi deputado do Soviete Supremo da URSS da primeira convocação. Ele recebeu duas Ordens de Lenin, Ordem da Bandeira Vermelha do Trabalho e numerosas medalhas. O último domingo de agosto foi designado "Dia do Mineiro de Carvão", também aparentemente em sua homenagem.
A cidade de Kadievka, no leste da Ucrânia, onde iniciou seu trabalho, recebeu o nome de Stakhanov em sua homenagem em 1978, após sua morte.